# La Celle-sous-Gouzon
La Celle-sous-Gouzon là một xã thuộc tỉnh Creuse trong vùng Nouvelle-Aquitaine miền trung nước Pháp. Xã này nằm ở khu vực có độ cao trung bình 430 mét trên mực nước biển.
Thị trấn có cự ly 16 dặm (26 km) về phía đông của Guéret on the D40 road.

## Dân số
| 1962                                                        | 1968 | 1975 | 1982 | 1990 | 1999 | 2005 |
| ----------------------------------------------------------- | ---- | ---- | ---- | ---- | ---- | ---- |
| 229                                                         | 232  | 226  | 203  | 162  | 138  | 140  |
| Số liệu điều tra dân số từ năm 1962 Dân số chỉ tính một lần |      |      |      |      |      |      |

## Địa điểm nổi bật
- Nhà thờ St.Pierre&St.Paul, thế kỷ 15.